# Boethos von Kalchedon
Boethos von Kalchedon (altgriechisch Βόηθος ὁ Χαλκηδόνος ‚Boëthos der Chalkedonier‘), Sohn des Athanaion, war ein in der 1. Hälfte des 2. Jahrhunderts v. Chr. tätiger griechischer Bildhauer und Toreut aus Chalkedon, das auch unter dem Namen Kalchedon bekannt ist.
Häufig wurden diesem speziellen Boethos fast alle Werke, die mit einem antiken Künstler Boethos in Verbindung gebracht wurden, zugeschrieben. Dies ist jedoch irreführend, da es zwischen fünf und sieben antike Künstler namens Boethos gegeben hat.

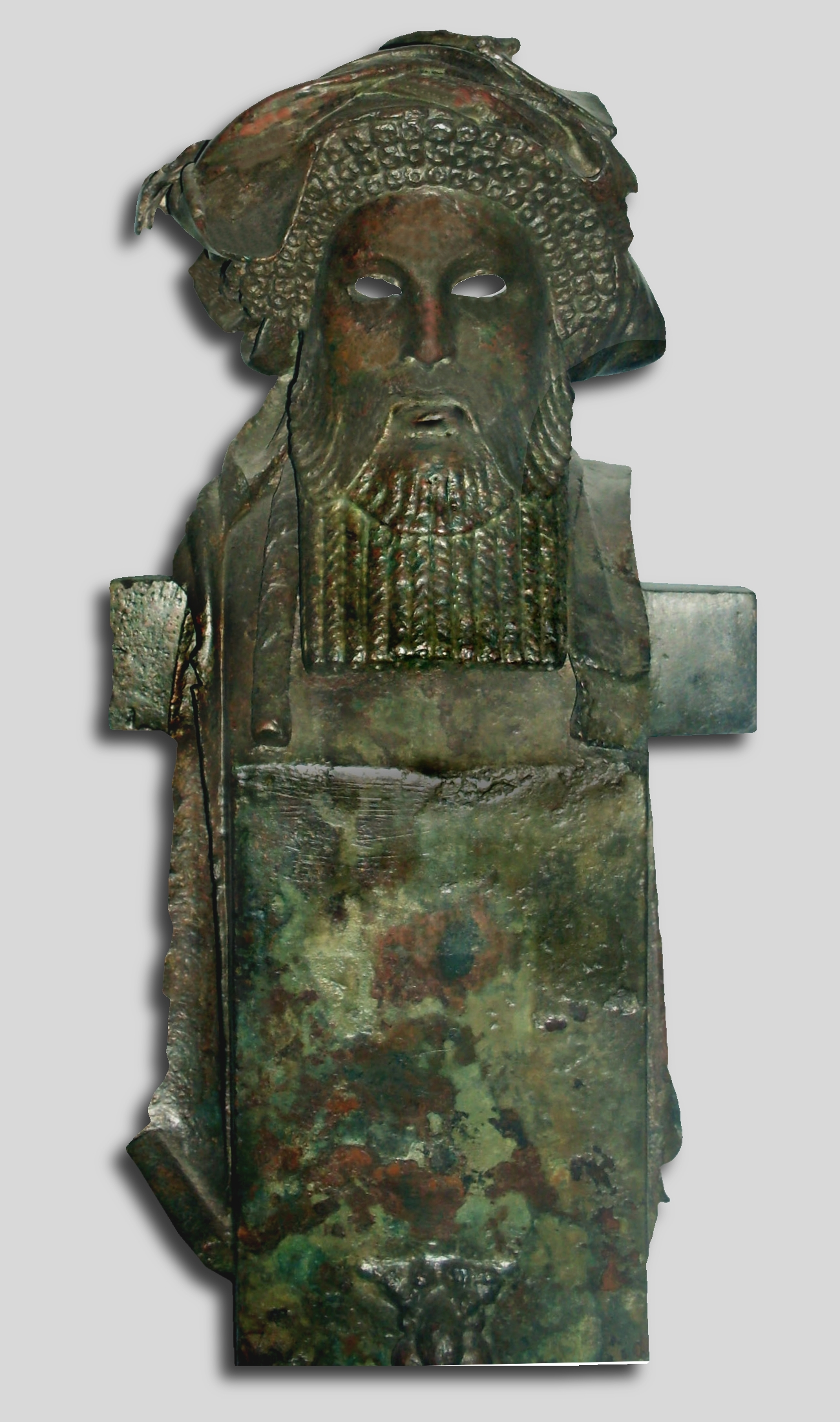
Herme

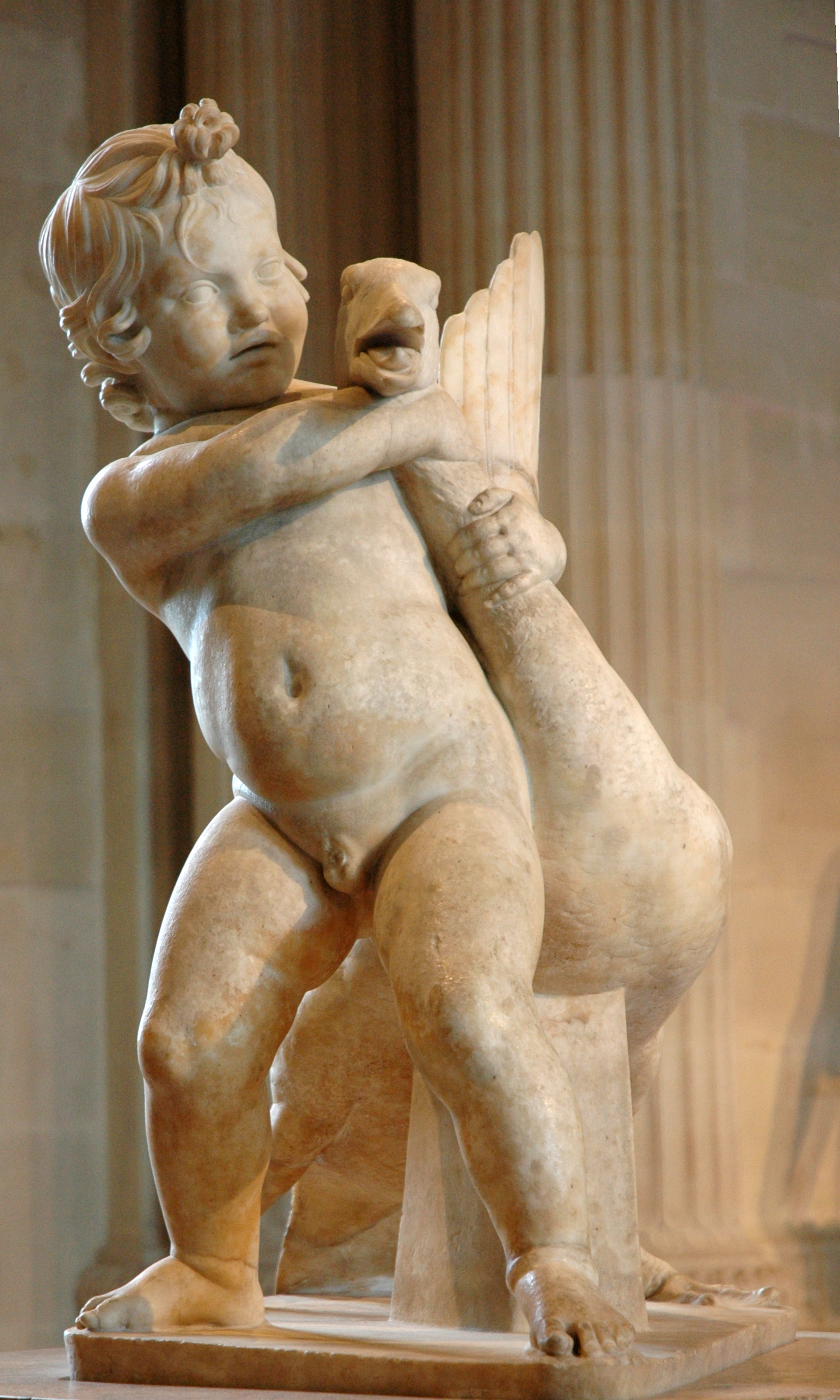
Ganswürger im Louvre

Sicher von diesem Boethos kommen zwei Werke aus dem Heiligtum der Athena Lindia in Lindos auf Rhodos. Plinius nennt in seiner Naturgeschichte ein Silbergerät von der Hand des Boethos. Eine Statuenbasis aus Lindos, die sich um 184 v. Chr. datieren lässt, nennt den Boethos, Sohn des Athanaion, aus Kalchedon als Ehrenbürger und Stifter der auf der Basis stehenden Statue. Die Basis einer Statue des Königs Antiochos IV. Epiphanes, die zwischen 166 und 164 v. Chr. zu datieren ist und vor dem Apollontempel auf Delos gefunden wurde, nennt ebenfalls Boethos als Künstler. Eine letzte Signatur (ΒΟΗΘΟΣ ΚΑΛΧΗΔΟΝΙΟΣ ΕΠΟΙΕΙ – „Boëthos aus Kalchedon fertigte (es)“) des Boethos findet sich auf einer Bronzeherme, die aus dem Wrack eines um 100 v. Chr. gesunkenen römischen Lastenseglers, dem Schiffsfund von Mahdia, durch Fischer geborgen wurde. Durch ihn wurde Alfred Merlin (1876–1965), der ihn richtig in Alter und Bedeutung einschätzte, zum Begründer der Unterwasser-Archäologie.
Das wohl berühmteste Werk des Boethos erwähnt Plinius:
„Von Boethos, obgleich er in Silber besser war, ein Kind (aus Bronze), das eine Gans, indem er sie umarmt, erwürgt.“
Die Skulptur sei gemeinsam mit anderen Kunstwerken von Nero nach Rom gebracht und in der Domus Aurea aufgestellt worden. Später wurde sie von Vespasian im Tempel der Pax aufgestellt. Damit wird die Skulptur des so genannten Ganswürgers identifiziert, die uns heute in Form von mehreren römisch-frühkaiserzeitlichen Marmorkopien überliefert ist; die bekannteste Kopie ist jene in der Glyptothek in München.